# Ignacio del Moral Ituarte
Ignacio del Moral Ituarte (Sant Sebastià; 2 de setembre de 1957) és un autor teatral i guionista de cinema i televisió espanyol. Imparteix cursos i seminaris en diferents Associacions i Universitats a Espanya, Mèxic, Brasil i Xile. Entre les seves activitats docents consta la de formar part del professorat de l'Escola de Guió del Pacífic. Pertany a una promoció d'autors conreadors del metateatre, com Paloma Pedrero (1957), Ernesto Caballero (1957), Jorge Márquez (1958) i María Manuela Reina (1958).
Des del dia 9 d'abril de 2018 ostenta el càrrec de president de l'AAT Autores i Autors de Teatre, secció autònoma de l'ACE Associació Col·legial d'Escriptors d'Espanya.

## Obra

### Guionista de cinema
- Les aventures de Tadeu Jones (2012). (pel·lícula d'animació) col·laboració en el guió. Premio Goya al millor guió adaptat 2013. Director Enrique Gato
- La voz dormida (2011), guió basat en la novel·la homònima de Dulce Chacón, escrit amb Benito Zambrano. Nominada al premi Goya al Millor Guió Adaptat (2012)
- Lope (2010), escrit amb Jordi Gasull. Director Andrucha Waddington.
- Cenizas del cielo (2008), col·laboració en guió escrit per José Antonio Quirós i Dionisio Ramos. Nominada al Premi Goya al Mejor guió 2008.
- Tuya siempre (2007), guió en col·laboració amb Manuel Lombardero
- El mundo alrededor (2006) guionista i productor. Director: Alex Calvo-Sotelo.
- Planta cuarta (2003), col·laboració del guió escrit per Antonio Mercero i Albert Espinosa. Premis als Festivals de Màlaga, Montreal i Mostra de València.
- Los lunes al sol (2002) guió escrit amb el director Fernando León de Aranoa. Conquilla d'Or al Festival de Sant Sebastià (2002). 5 Goyas en 2003 i nominació al Millor guió. 3 premis al Festival de Nanterre, França. Seleccionada per l'Acadèmia de Cinema per l'Oscar a la Millor Pel·lícula Estrangera. 7 premis del Cercle d'Escriptors Cinematogràfics, entre ells el de millor guió. Premi Egeda a la Millor Pel·lícula de 2002.

### Pel·lícules per televisió
- Masala (2006), amb Joan Barbero (direcció de Salvador Calvo).
- El asesino del parking (2005), amb Joan Barbero (direcció d'Isidro Ortiz).

### Sèries de televisió
El seu primer treball com a guionista és la telecomèdia: Eva y Adán, agencia matrimonial, emesa en 1990, de la que és autor José Luis Alonso de Santos. Després tindrà destacada participació en la creació i desenvolupament de sèries com:
- Farmacia de guardia —guionista d'uns 40 capítols del total de 169 que componen la s¡erie.
- Buscavidas
- ¡Ay, Señor, Señor! —Autor de 15 episodis.
- Todos los hombres sois iguales —Autor de 30 episodis.
- Querido maestro —primera temporada.
- Hermanas, —cap d'equip de guió, 2 temporades.
- El comisario —2 temporades.
- El síndrome de Ulises
- El porvenir es largo —Coproductor executiu, 2 temporades.
- Cuéntame cómo pasó —guionista i coordinador, des de temporada 14—
- Abogados
- Los negocios de mamá
- Hospital Central
- Los ladrones van a la oficina
- Hermanos de leche
- Por fin solos
- Cazadores de hombres

### Obres teatrals
- 1982. La gran muralla (1982). I Premi de Teatre Infantil sobre el Medi Ambient (Ajuntament de Badajoz, VI-82).
- 1983. Soledad y ensueño de Robinson Crusoe dirigida per David Lorente.
- 1985. Sabina y las brujas (o la noche de Sabina). Direcció Javier García Yagüe.
- 1986. Una del Oeste. Dirección Ángel Marco.
- 1986. Una de dos o tus sobrinas no olvidan. Inédita, sense estrenar.
- 1987. Historias para-lelas. En col·laboració amb Margarita Sánchez. (Sala San Pol. Dir. Ángel Marco)
- 1988. Un día de espías o El caso del repollo con gafas. Sala San Pol. Dir. Ángel Marco
- 1989. Aquarium. Círculo de Bellas Artes. Dir. Susan Hernández
- 1989. Días de calor. Premi Cabildo Insular de Gran Canaria 1989. Direcció de Federico Roda. Versió en català, Viure a Malibú, (Sala Teixidors-Teatreneu. Dir: Frederic Roda)
- 1990. Los enredos del gato con botas Dir. Javo Rodríguez. Versió del contw de Charles Perrault (Sala San Pol. Dir: Javo Rodríguez)
- 1992. Papis i Oseznos. Des obres curtes estrenades a la Sala Olimpia (7-III-1992), dins d'un espectacle titulat Precipitados. Dir Jesús Cracio.
- 1993. La mirada del hombre oscuro. Guanyadora del I Premi de Teatre de la SGAE 1991, (Sala Olimpia-CNNTE) Dir. Ernesto Caballero. Imanol Uribe la va portar al cinema com Bwana.
- 1994. Fugadas. Cuarta Pared, direcció Ernesto Caballero.
- 1997. Páginas arrancadas del diario de P.. Ensayo 100. Dir. Andrea Pinçu.
- 1997. Boniface y el rey de Ruanda. Sala Olimpia, CDN. Direcció d'Eduardo Vasco.
- 2000. Que no se entere nadie... hasta después de las elecciones Comèdia Dir. Ernesto Caballero.
- 2001. La noche del oso (inspirada en Oseznos). Premi Carlos Arniches (Alacant). Direcció Ernesto Caballero..
- 2003. Ella se entera de todo Monòleg en col·laboració amb Margarita Sánchez.
- 2005. Presas En col·laboració amb Verónica Fernández, estrenada a la RESAD l'abril de 2005. Dir. Ernesto Caballero.
- 2006. Zona catastrófica Estrenada el 2007. Director. Luis Maluenda
- 2006. Las visitas deberían estar prohibidas por el Código Penal, treball de dramatúrgia sobre texts de Miguel Mihura en col·laboració amb Ernesto Caballero. Estrena al teatro María Guerrero (CDN). Reposició el 2007.
- 2009. Mientras Dios duerme, obra curta que forma part de Santo, espectacle dirigit per Ernesto Caballero, amb texts d'Ignacio García May i Ernesto Caballero.
- 2012 El banquero siempre gana dos veces, escrita amb Ernesto Caballero.
- 2013 El viaje a ninguna parte. Adaptació de la novel·la de Fernando Fernán Gómez. Estrena: temporada 2013/14 eal Centro Dramático Nacional.
- 2018 "La voz dormida". Adaptació teatral de la novel·la de Dulce Chacón per l'àmbit acadèmic de la Real Escuela Superior de Arte Dramático.

## Premis
Medalles del Cercle d'Escriptors Cinematogràfics
| Any  | Categoria            | Pel·lícula                   | Resultat  |
| ---- | -------------------- | ---------------------------- | --------- |
| 2002 | Millor guió original | Los lunes al sol             | Guanyador |
| 2012 | Millor guió adaptat  | Les aventures de Tadeu Jones | Guanyador |